# Чамуха, Михаил Дмитриевич
Михаил Дмитриевич Чамуха (2 октября 1918 — 6 мая 2009) — российский учёный-зоотехник, селекционер овец, член-корреспондент ВАСХНИЛ (1978).

## Биография
Родился в с. Сваричевка (в советское время — Ичнянский район Черниговской области). Окончил Полтавский СХИ (1940, с отличием).
- 1940—1945 — служба в РККА. Участник Великой Отечественной войны.[1]
- 1945—1947 — главный зоотехник совхоза Джемете, Анапа.
- 1947—1948 — зоотехник зооветучастка в Черниговской области.
- 1948—1953 — слушатель школы бонитеров-овцеводов, аспирант, младший научный сотрудник отдела овцеводства НИИ «Аскания-Нова». В 1953 г. защитил кандидатскую диссертацию.
- 1953—1960 — заместитель директора, одновременно заведующий отделом овцеводства Читинской с.-х. опытной станции.
- 1960—1966 — заведующий отделом овцеводства Киргизского НИИ животноводства.
- 1966—1979 — старший научный сотрудник с 1967 заведующий отделом овцеводства Сибирского НИИ животноводства.
- 1979—1991 — директор (1979—1989), советник при дирекции (1989—1991) Сибирского н.-и. и проектно-технологического института животноводства.
- 1991—2009 в Сибирском отделении РАСХН: заместитель председателя Президиума по научной работе (1991—1997), главный специалист отдела (1997—2000), заместитель начальника отдела животноводства, ветеринарии и проблем Крайнего Севера (с 2000).

## Научная деятельность
Научная сфера — разработка и совершенствование эффективных методов селекции при выведении новых пород и типов животных.
Соавтор тонкорунной забайкальской породы овец (1958), сибирского типа мясо-шерстной породы овец (1988).
Под его руководством разработаны проекты и введены в эксплуатацию механизированные комплексы на 5800 и 3200 овцематок и на 16 тыс. голов по выращиванию и откорму молодняка овец.

### Научные труды труды
Опубликовал около 200 научных трудов, в том числе 22 книги и брошюры. Получил 5 авторских свидетельств на изобретения.
Книги:
- Ранние окоты овец в Забайкалье. — Чита: Кн. изд-во, 1957. — 64 с.
- Преобразование овцеводства в Читинской области. — Чита: Кн. изд-во, 1958. — 34 с.
- Овцеводство Сибири / соавт.: В. П. Бабич и др. — М.: Колос, 1981. — 414 с.
- Мясошерстное овцеводство в Сибири. — М.: Россельхозиздат, 1986. — 110 с.
- Мясошерстные овцы в Сибири / соавт. М. В. Подтяжкин; Сиб. н.-и. и проект.-технол. ин-т животноводства. — Новосибирск, 2001. — 107 с.
- Концепция-прогноз развития животноводства России до 2010 года / соавт.: Г. А. Романенко и др.; РАСХН. — М., 2002. — 134 с.
- Особенности породообразования в овцеводстве в районах со специфическими природно-климатическими условиями. — Новосибирск: ИПЦ Юпитер, 2004. — 282 с.
- Реализация приоритетного национального проекта «Развитие АПК»: (информ.-аналит. материалы по науч. обеспечению животноводства и ветеринарии Сибири) / соавт.: А. С. Донченко и др.; Новосиб. гос. аграр. ун-т. — Новосибирск, 2007. — 123 с.

## Награды, премии, другие отличия
Доктор сельскохозяйственных наук (1976), профессор (1977), член-корреспондент ВАСХНИЛ (1978).
Заслуженный деятель науки Российской Федерации (1996). Награждён орденами Отечественной войны II степени (1985), Трудового Красного Знамени (1986), двумя орденами «Знак Почёта» (1951, 1979), медалью «За отвагу».